# Реакліматизація
Реакліматиза́ція — штучне повернення в якусь місцевість видів живих організмів, які раніше там існували, але за певної причини зникли. Реакліматизації сприяє відновлення умов середовища на місці колишнього ареалу організмів.
Також реакліматизацією називають процес пристосування (адаптації) організму до умов середовища, які стали для нього незвичними, але раніше були звичайними.
Прикладами реакліматизації є відновлення популяцій зубра в Україні та Білорусі, оленя благородного в Україні. У середині XX століття також було проведено реакліматизацію бобра. У західних областях України були спроби реакліматизувати мисливських тварин сарну, бабака, оленя, норку європейську, проте вони були переважно невдалі.

## Реакліматизація в людини
Про реакліматизацію говорять, коли людина після певного часу перебування в інших кліматичних умовах (у горах, у більш теплих чи холодних країнах, у більше чи менше вологому кліматі тощо) повертається в звичні їй умови. Досліджується реакліматизація у спортсменів, альпіністів, мандрівників тощо.